# 26488 Beiser
26488 Beiser è un asteroide della fascia principale. Scoperto nel 2000, presenta un'orbita caratterizzata da un semiasse maggiore pari a 2,9857605 UA e da un'eccentricità di 0,1572031, inclinata di 10,67345° rispetto all'eclittica.